# Ein eleganter Gauner
Ein eleganter Gauner (Originaltitel: A Scandal in Paris) ist ein US-amerikanischer Kriminalfilm des Regisseurs Douglas Sirk aus dem Jahr 1946. Er erzählt die Geschichte des Kriminellen und Kriminalisten Vidocq und ist eine freie Adaption der Autobiografie von Eugène François Vidocq.

## Handlung
Eugène François Vidocq kann mit Hilfe der Familie seines Zellengenossen Emile aus dem Gefängnis fliehen. Auf der Flucht zu Emiles Familie lassen sie sich an einer Kirchenwand porträtieren: Vidocq als St. Georg, Emile als Drache.
Der Familienrat schickt die beiden mit gefälschten Papieren in die Armee nach Marseille. Dort macht Vidocq Loretta, der Favoritin des Polizeichefs Richet, den Hof und kann ein wertvolles Strumpfband von ihr stehlen.
Nach weiteren Missetaten reisen Vidocq und Emile nach Paris zurück. Auf einem Friedhof gewinnt Vidocq das Vertrauen der juwelenbehangenen Marquise de Pierremont, indem er ihren Affen wieder einfängt. Als Gast im Hause Pierremont trifft er den Polizeichef Richet, der dem Polizeiminister, dem Sohn Pierremonts, Bericht erstattet, wie er einen lang gesuchten Verbrecher – offenbar Vidocq – finden will.
In der Nacht stehlen Vodocq und Emile die Juwelen der Marquise und verstecken sie im Garten, um sie später zu holen. Als der Polizeiminister jedoch Richet am nächsten Morgen entlässt, weil dieser den Diebstahl nicht aufklären kann, ändert Vidocq seinen Plan: Er präsentiert sich dem Polizeiminister als Kriminalist. Er „findet“ die von ihm versteckten Juwelen und kann dadurch den Polizeiminister überzeugen, ihn zum neuen Polizeichef zu ernennen.
Diese Wendung gefällt Therese, der Tochter des Polizeichefs. Sie hatte sich schon früher in das Bildnis des St. Georg verliebt und dann später die Ähnlichkeit zu Vidocq erkannt. Auch war sie von einem Priester über die wahre Identität der in St. Georg und dem Drachen abgebildeten Personen aufgeklärt worden.
Als Polizeichef bringt Vidocq die Familienangehörigen von Emile in der Bank von Paris unter, um diese letztlich ausrauben zu können.
In Paris begegnet Vidocq zufällig Loretta, die inzwischen den ehemaligen Polizeichef Richet geheiratet hat. Sie erpresst Vidocq, ihre Rechnungen in einem Hutgeschäft zu begleichen, und es gelingt ihr anschließend, dessen Visitenkarte zu stehlen und so seinen neuen Namen und Position zu erfahren.
Am Tag des geplanten Bankraubes besuchen sowohl Loretta als auch die Marquise mit Therese und deren Schwester Vidocq. Loretta verabredet sich im Hutgeschäft mit ihm, die Marquise geht mit ihm zur Bank, um dort ihre Juwelen zu deponieren. Vidocq geht mit Therese und deren Schwester zur Kirmes. Dort kommen sich Vidocq und Therese näher und küssen sich. Therese ist bereit, in seine Verbrecherkarriere einzusteigen, doch Vidocq überlegt es sich anders. Er geht zur Familie Emiles in der Bank und teilt ihnen mit, dass er sie als Polizeichef verfolgen werde, wenn sie versuchen werden, die Bank auszurauben, sie aber auch ihre neuen Stellungen behalten können. Alle entscheiden sich für ihre Stellungen, bis auf Emile, der verschwindet.
Mittlerweile erwartet Loretta Vidocq im Hutgeschäft. Richet, der sie verfolgt hatte und  einen Schatten für ihren Geliebten hält, erschießt sie. Kurz darauf trifft Vidocq ein. Richet stellt sich ihm und will nur noch, dass sein alter Widersacher – nicht wissend, dass das Vidocq selbst ist – gefasst wird.
Emile lauert später Vidocq auf und will trotz allem seinen Anteil an der Beute. Er versucht, Vidocq zu erstechen, wird aber selbst von diesem mit einem Speer getötet.
Vidocq heiratet Therese und gesteht dem Polizeiminister alle seine Untaten. Es wird ihm verziehen, da er alle Opfer entschädigt.

## Weiterführende Hinweise
Der Regisseur Douglas Sirk hielt den Film für eines seiner besten Werke.

## Kritik
Cinema schrieb, dass der Film ein „altmodisches Ganovenstück von großem Charme“ sei. Das Lexikon des internationalen Films meinte, der Film erzähle eine „etwas arg konstruierte Geschichte.“ Ansonsten findet es aber nur Positives: Der Film sei „sehr vergüglich“, „voller Ironie, Frivolität und schwarzem Humor“ und „mit entwaffnendem Charme gespielt“.